# Mayflower Compact

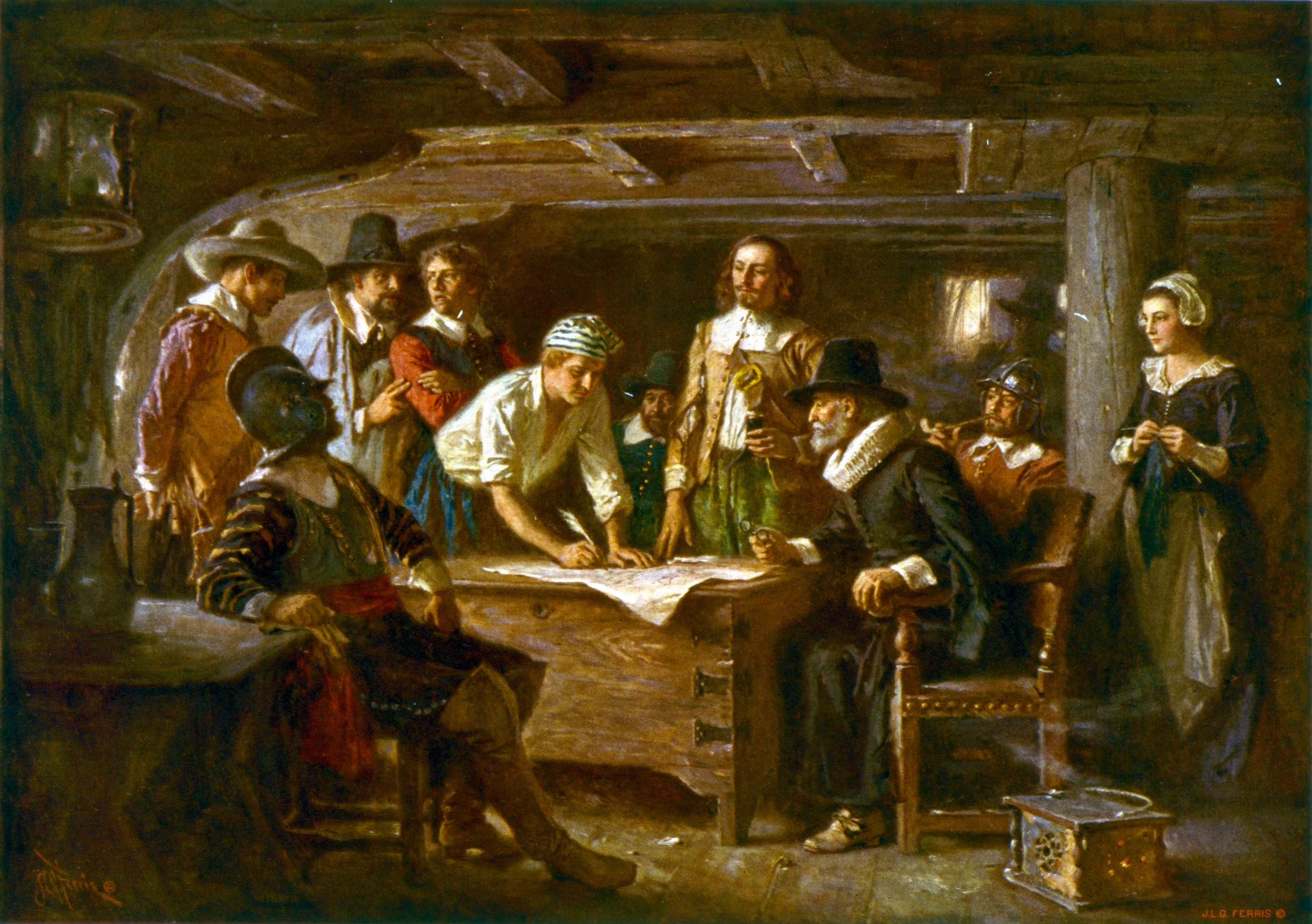
A Mayflower Compact aláírása 1620-ban

A Mayflower Compact a Zarándok Atyák által 1620 novemberében írt dokumentum volt, amelyben megalapították telepüket.
A Zarándok Atyák az anglikán egyház ideológiáját el nem fogadó puritán telepesek voltak, akik 1620-ban a Mayflower nevű hajón érkeztek Amerikába, és ott, Új-Angliában létrehozták Plymouth nevet kapott telepüket (a mai Massachusetts államban). Őket nem védte sem királyi charta, sem az utánuk küldött angol kormányzó; politikai értelemben senki.
A Mayflower Compact volt az első, Amerikában megszületett alkotmányos dokumentum. Az iratban ugyan hűséget fogadtak az angol uralkodónak, ám a polgárok maguk közül kormányzót választottak maguknak, aki ezt a demokratikusan született megbízást 35 évig viselte. A Zarándok Atyák által létrehozott dokumentum az Egyesült Államok ma is érvényes alkotmányának csírája.
A hasonló, jellemzően szabad közösségek egymás után jöttek létre, mintegy városállamok voltak.